# Фјер
Фјер или Фир (алб. Fieri) је град у истоименом округу у Албанији. Према попису из 2023. имао је 52.926 становника. Удаљен је 8 км од древног коринтског града Аполоније.
Град Фјер је основала породица Вриони као трговачки град у 18. веку. У близини града се налазе залихе нафте, природног гаса и битумена, за које постоје записи из 1. века.
Фјер је данас важан индустријски град, смештен на реци Ђаница, која је притока реке Семан, а град се налази окружен мочварама. Заједно са оближњим градом Патосом, Фјер је средиште нафтне и хемијске индустрије Албаније.
Кроз Фјер је прошла српска војска повлачећи се преко Албаније током Првог светског рата. У граду има Срба и постоји Српско удружење „Јединство“.
Овде се налази православни Манастир Арденица.

## Партнерски градови
- Кливленд